# Stadio Pasquale Ianniello
Lo stadio Pasquale Ianniello è un impianto sportivo di Frattamaggiore.

## Caratteristiche
Ha una capienza di 2.600 posti a sedere.
Deve la sua intitolazione a Pasquale Ianniello, nativo della città di Frattamaggiore .
Ospita gli incontri interni della Frattese e, a partire dalla stagione 2016-17, e  anche del Napoli Primavera in UEFA Youth League.